# Weer
Weer est une commune autrichienne du district de Schwaz dans le Tyrol.

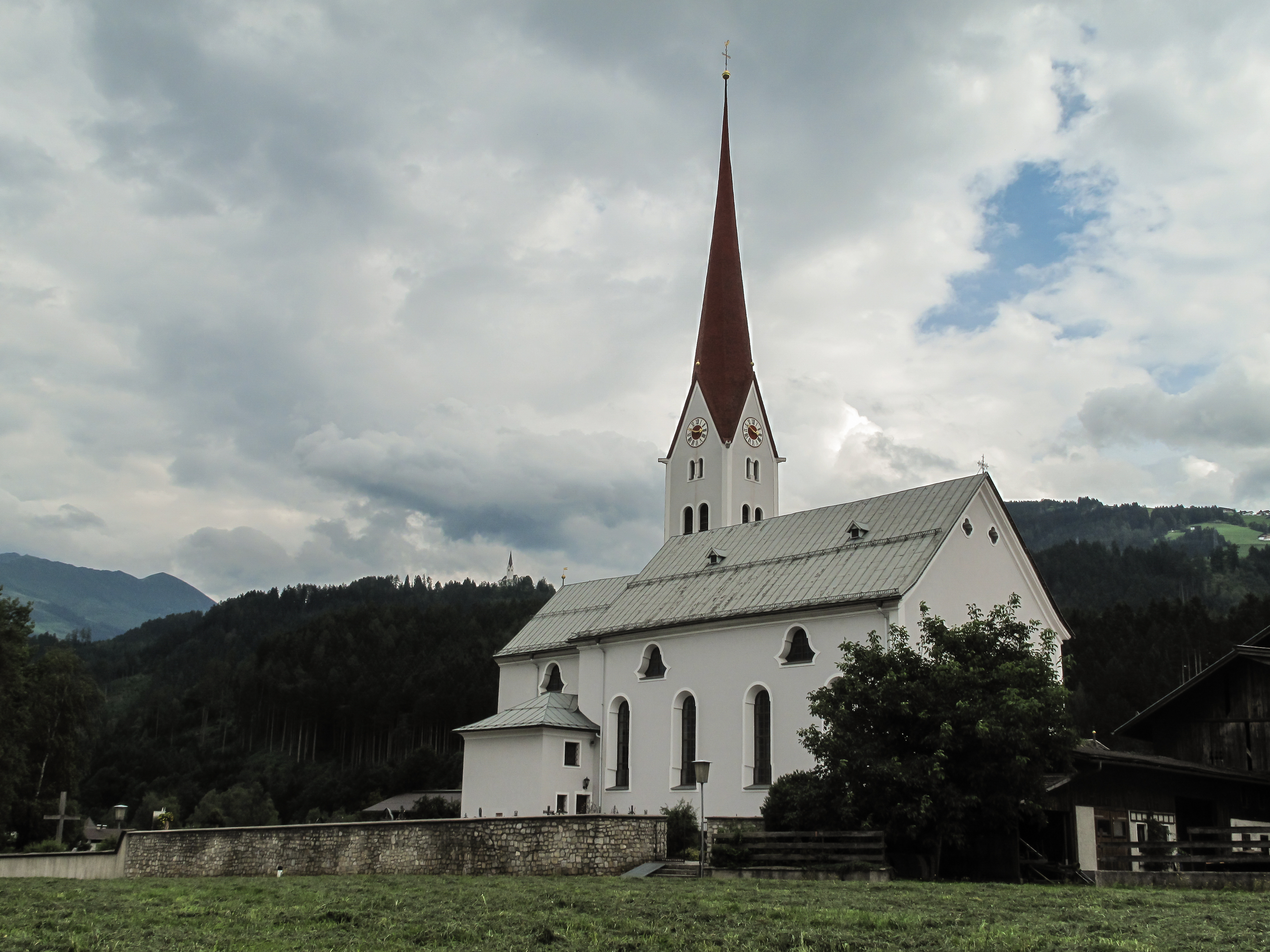
Weer, église: Pfarrkirche Sankt Gallus